# Jorge Molina Vidal
Jorge Molina Vidal (Alcoi, 22 d'abril del 1982) és un exfutbolista valencià, que jugava en la posició de davanter. El seu darrer equip va ser el Granada CF
Va començar a jugar a edat tardana, i es va iniciar al futbol professional a 25 anys amb el Poli Ejido. Durant la seva carrera ha representat principalment el Reial Betis, equip amb el qual va gaudir de dos ascensos a La Liga i hi va marcar 77 gols en 213 partits durant diverses temporades. A la primera divisió espanyola també hi ha jugat pel Getafe CF i el Granada CF.